# Antoine-Louis Albitte
Pour les articles homonymes, voir Albitte.
Antoine-Louis Albitte, né le 30 décembre 1761 à Dieppe (département de la Seine-Maritime), mort le 23 décembre 1812 à Raseiniai (Empire russe, actuelle Lituanie), est un homme politique de la Révolution française. Il est surnommé Albitte aîné pour être différencié de son frère cadet, Jean-Louis Albitte, également homme politique. 

## Biographie
Antoine-Louis Albitte, baptisé paroisse Saint-Rémy, est le fils de François-Antoine Albitte, sieur d'Orival et garde du corps du roi, et de Marie Barbe Bourdon. Jérôme Croyet estime qu'il appartient « à la bourgeoisie urbaine typique d'Ancien régime ». 
Albitte effectue ses études au collège des Oratoriens de Dieppe, comme Joseph Fouché et Maximilien de Robespierre, et devient avocat. Le 25 juillet 1789, il adhère aux idées de la Révolution française et fonde la société populaire de Dieppe. 
Il est le cousin germain de Pierre Nicolas Étienne Langlois (1756-1819), qui sera aussi député de Seine-Inférieure à l'Assemblée législative. Il serait l'amant de Mme Ducastel ., dont le mari est aussi député.

### Mandat à la Législative
La France devient une monarchie constitutionnelle en application de la constitution du 3 septembre 1791. Le même mois, Antoine-Louis Albitte est élu député du département de la Seine-Inférieure, le quinzième sur seize, à l'Assemblée nationale législative. 
Il siège sur les bancs de la gauche de l'Assemblée. En février 1792, il vote en faveur de la mise en accusation de Bertrand de Molleville, le ministre de la Marine. En avril, il vote pour que les soldats du régiment de Châteauvieux, qui s'étaient mutinés lors de l'affaire de Nancy, soient admis aux honneurs de la séance. Le 11 juillet, alors que l'Assemblée déclare « la Patrie en danger », il propose, soutenu par son collègue Jean-Jacques Bréard, que soient détruites les fortifications autour des villes au titre qu'elles favorisent les contre-révolutionnaires. En août, il vote en faveur de la mise en accusation du marquis de La Fayette. 
La monarchie prend fin à l'issue de la journée du 10 août 1792 : les bataillons de fédérés bretons et marseillais et les insurgés des faubourgs de Paris prennent le palais des Tuileries. Louis XVI est suspendu et incarcéré avec sa famille à la tour du Temple. 
Le lendemain de l'insurrection, Albitte soutient la proposition de Jacques Alexis Thuriot de renverser les statues équestres de Louis XIV et de Louis XV sur la place Vendôme et la place Louis-XV, et de les remplacer par des statues de la liberté. Le 21 août, aux côtés de Claude Basire, de Pierre Joseph Duhem et de Eugène Gossuin, il est élu secrétaire de l'Assemblée sous la présidence de Marie-Jean Hérault de Séchelles. Le 29, aux côtés de ses collègues Jean Debry, Michel-Mathieu Lecointe Puyraveau, Laurent Lecointre, et Antoine Merlin « de Thionville », il est désigné pour « exciter dans les départements aux environs de Paris le zèle des citoyens qui devront composer le supplément de forces de 30 000 hommes ». 

### Mandat à la Convention
En septembre 1792, Antoine-Louis Albitte est réélu député du département de la Seine-Inférieure, le premier sur seize, à la Convention nationale. Son frère cadet, Jean-Louis Albitte, est élu député suppléant de la Seine-Inférieure, le troisième sur six. Il est appelé à siéger à la Convention pour remplacer Pierre-Philippe Doublet. 
Albitte siège sur les bancs de la Montagne. Il est réélu membre du Comité de guerre dès le début de son mandat. Lors du procès de Louis XVI, il vote la mort, et rejette l'appel au peuple et le sursis à l'exécution. En avril 1793, il vote contre la mise en accusation de Jean-Paul Marat : « Je n'ai point entendu la dernière partie du rapport sur Marat ; de plus, je sais positivement qu'il a dénoncé les Lameth, les Lafayette, les tyrans et Dumouriez ; [...] en conséquence je dis que, quant à présent, il n'y a pas lieu à accusation ». En mai, il ne participe pas au scrutin sur le rétablissement de la Commission des Douze. 
Le 30 avril 1793, Albitte est envoyé en mission aux côtés d'Edmond Dubois-Crancé, de Jean-Pierre Gauthier et de Pierre-Claude Nioche, aux côtés de l'armée des Alpes. Il reste éloigné de la capitale durant dix-mois, ne participant pas au scrutin relatif au rapport du décret qui avait cassé la Commission des Douze ni, plus tard, à la mise en accusation des girondins. Présent à Grenoble quand les autorités départementales de l'Isère menacent de rejoindre Lyon dans la rébellion, il obtient leur soumission, avec Dubois-Crancé. Puis il accompagne le détachement chargé, sous les ordres de Carteaux, de mener le siège de Marseille. Le 12 septembre, il écrit au Comité de salut public pour lui suggérer des mesures d'apaisement. De retour à l'armée des Alpes, il critique de Lyon – où il ne s'occupe que de ravitailler l'armée de Toulon – les modalités de la loi 29 septembre sur le maximum général.
Rentré à Paris, le 17 octobre 1793, il est aussitôt envoyé en mission, dès le 21 octobre, par arrêté du Comité de salut public, à Lyon, puis à Toulon. Le 7 brumaire an II, le Comité de salut public le rappelle à Lyon, rebaptisée Commune-Affranchie, pour y faire exécuter, avec Collot d'Herbois, Fouché et Laporte, les décrets pris par la Convention contre la ville - ses pouvoirs sont étendus aux départements voisins par décret du 20 brumaire. Le 19 nivôse an II, il est envoyé par le Comité de salut public en mission dans les départements de l’Ain et du Mont-Blanc, en remplacement de Gouly, afin d'y organiser le gouvernement révolutionnaire. Cette mission a été utilisée durant la période thermidorienne pour lui donner une réputation de « forcené » – on lui attribue alors les surnoms de « Robespierre savoyard » et de « Tigre de l’Ain » –, en n'en retenant que les aspects déchristianisateurs : la remise des objets religieux, l'arasement des clochers (à l’occasion de l’application du décret 8 pluviôse an II (27 janvier 1794) dans l'Ain, près de 800 clochers sont détruits - Philippe Boutry cite les clochers romans en pierre d'Arbigny, Boissey, Chevroux et Saint-Bénigne « construits à l'imitation de Cluny », seul le clocher de Saint-André-de-Bâgé ayant échappé au vandalisme pour témoigner de ce qu'ils furent - et 1 500 à 1 600 cloches portées à la fonderie), la signature d'une déclaration d’abdication, dit « serment d’Albitte », exigée aux prêtres constitutionnels le 21 pluviôse an II (9 février 1794). Pour le reste, les mesures répressives, dans des départements tentés par le fédéralisme et la contre-révolution, sont assez modérées. De même, il met en œuvre des secours pour les indigents et le ravitaillement de régions pauvres, comme la Maurienne.
Puis il retourne, dès floréal an II, à l’armée des Alpes, où il est nommé par arrêté du comité de salut public le 18 prairial an II (6 juin 1794). Enfin, un arrêté du Comité de salut public du 13 thermidor an II (31 juillet 1794) l'envoie à l’armée d'Italie. Il est donc absent, lors de la journée du 9 Thermidor an II, qui voit la chute de Robespierre.
En application du décret du 26 thermidor (13 août), et d'une lettre du Comité de Salut public du 8 fructidor (25 août), Albitte est rappelé au sein de la Convention. Lui et Christophe Saliceti, alors à Cairo Montenotte (actuelle région de Ligurie), annoncent rentrer à la Convention le 2 vendémiaire an IV (23 septembre 1794). 
Albitte siège parmi les « derniers Montagnards » selon l'historienne Françoise Brunel. En frimaire an III (décembre 1794), lors de la mise en accusation de Jean-Baptiste Carrier, il fait partie des douze députés qui votent en faveur de l'accusation mais qui appuient les motions de Didier Thirion et de Pierre Joseph Duhem qui dénoncent Louis Fréron et Jean-Lambert Tallien comme les chefs de la réaction thermidorienne. 
Décrété d’arrestation et d’accusation les 1er et 2 prairial an III (21 mai 1795), il se cache, échappant ainsi à la commission militaire, jusqu'à l'amnistie de brumaire an IV. En 1796, il est élu maire de Dieppe. Exclu de la vie politique, il végète plusieurs années, jusqu'à ce que le Directoire lui ouvre une carrière militaire.
Le 18 germinal an IV (7 avril 1796), il est capitaine au 4e régiment de chasseurs à cheval. Le 4e jour complémentaire an IV, il est adjoint à l'adjudant général Margaron. Adjudant général à Bâle le 25 décembre 1798, grade auquel il est confirmé le 22 décembre 1801, il est nommé le 24 février 1800 chef de bataillon surnuméraire à l'armée d'observation et devient sous-inspecteur aux revues de Mayence en l'an X. Décoré de la Légion d'honneur le 10 octobre 1802, il est nommé le 4 mai 1809 dans le 3e corps de l'armée d'Allemagne commandé par le maréchal Davout. Il trouve la mort lors de la retraite de Russie, en décembre 1812, après trois jours de souffrances, victime de la fatigue, du froid et de la faim.

## Distinctions
- Chevalier de la Légion d'honneur.